# 埇桥区
33°38′0.44″N 116°58′55.15″E / 33.6334556°N 116.9819861°E
埇桥区是中国安徽省宿州市下辖的一个市辖区，位于安徽省东北部，是宿州市人民政府所在地。常住总人口约178萬。区人民政府駐埇橋街道勝利東路636號。区域总面积为2,907.44平方公里。

## 历史
埇桥历史悠久，在4000多年前就有徐夷、淮夷等部落。秦末，中国历史上第一次大规模农民起义陈胜吴广起义发生在大泽乡；唐元和四年（公元809年）置宿州于埇桥镇，辖符离、虹、蕲、临涣四县。民国初期废宿州为宿县，属安徽省。1948年底宿县城解放，设宿城市，1949年划属宿县。1951年复置宿城市，1953年又并入宿县。1979年再析出宿县城关镇及城郊、城西两公社置县级宿州市，与宿县均属宿县地区行署管辖。1992年宿县和县级宿州市合并为新的县级宿州市。1999年初，撤销宿县地区，设立省辖宿州市，原县级宿州市更名为宿州市埇桥区。

## 人口
2022年末，全区户籍人口為194.2万人，其中：出生人口1.48万人，出生率为7.62‰；死亡人口1.26万人，死亡率为6.5‰；自然增长率为1.12‰。常住人口為177.5万人。

## 地理
埇桥周边市县：向北为徐州的铜山区。向西临淮北的濉溪县。萧县在埇桥区西北。向东为灵璧县。南部和蚌埠的固镇县、怀远县接壤。
埇桥区位于淮北平原，属暖温带半湿润气候，境内河流众多，较大的河流有奎河、濉河、沱河、浍河。

## 行政区划
埇桥区下辖12个街道办事处、15个镇、9个乡：
埇桥街道、沱河街道、道东街道、东关街道、三里湾街道、南关街道、西关街道、北关街道、汴河街道、三八街道、城东街道、金海街道、符离镇、芦岭镇、朱仙庄镇、褚兰镇、曹村镇、夹沟镇、栏杆镇、时村镇、永安镇、灰古镇、大店镇、大泽乡镇、桃园镇、蕲县镇、大营镇、顺河镇、蒿沟镇、解集镇、杨庄镇、苗庵镇、支河镇、桃沟镇、永镇镇、西二铺镇和夹沟农场。

## 交通
京沪铁路通过埇桥区。

## 特产
符离集烧鸡：中国地理标志产品。